# Кэтч (борьба)
Кэтч (англ. Catch wrestling, от catch — хватать, ловить, wrestling — борьба) — классический гибридный стиль грэпплинга и боевой вид спорта. Он был разработан Джоном Грэмом Чемберсом в Великобритании примерно в 1870 году. Он был популяризирован борцами передвижных ярмарок, которые разработали свои собственные болевые приёмы, чтобы повысить эффективность борьбы с противниками. Кэтч произошел от различных международных стилей борьбы: нескольких английских стилей (в первую очередь ланкаширского, а также камберлендского и вестморлендского, девонширского, и ирландского воротниково-локтевого). Тренировки некоторых современных грэпплеров, рестлеров и бойцов смешанных единоборств основаны на кэтче.
Рестлинг, когда-то бывший реальным боевым видом спорта, был соревновательной борьбой с использованием захватов. Оригинальный титул чемпиона мира по рестлингу в тяжелом весе был создан в 1905 году, чтобы определить лучшего борца в мире по кэтчу в тяжелом весе, а в 1957 году пояс был упразднен и объединен с титул чемпиона мира в тяжелом весе NWA. Современный рестлинг берет свое начало с ярмарочных кэтч-матчей, где матчи с заранее определёным исходом вносились элементы исполнительского искусства (а также ударные и акробатические приёмы), превращая их в развлекательное зрелище.
Кэтч был включен в программу Олимпийских игр 1904 года, где в него были введены новые правила и весовые категории, аналогичные другим любительским стилям борьбы, а опасные приемы, включая все болевые приёмы, были запрещены. Позднее новые правила и нормы были разработаны и кодифицированы FILA, и любительский кэтч стал называться вольной борьбой, которая в то время считалась отдельной от опасного профессионального кэтча.
К другим боевым искусствам, берущим начало в кэтче, относятся народная борьба, самбо, Luta Livre, шут-рестлинг, шутфайтинг и смешанные боевые искусства (MMA).

## История
В 1871 году Джон Грэм Чемберс, известный водный и пеший спортсмен, а также редактор журнала Land and Water, попытался внедрить и продвинуть новую систему борьбы, которую он назвал «стиль „схвати, как сможешь“» (англ. the catch-as-catch-can style). Однако в то время новая идея не нашла поддержки, и через несколько лет после этого Чемберса побудили принять модную тенденцию, позволяющую участникам бороться на четвереньках на земле.
Различные сторонники этого вида борьбы, в частности Дж. Уонноп из Нью-Кросса, пытались представить новую систему на всеобщее обозрение с целью объединить три английских стиля — Камберлендский и Вестморлендский, Корнуоллский и Девонский и Ланкаширский. Внезапное развитие борцовского общества Камберленда и Вестморленда выдвинуло новый стиль на первый план, и на первом ежегодном собрании общества в середине лета на площадке для отдыха в Паддингтоне, на котором присутствовали лорд-мэр Уайтхед и шерифы, были вручены специальные призы за соревнования в этом стиле.
Борьба по принципу «схвати, как сможешь» была в новинку для многих зрителей, но в целом она была одобрена как большой шаг вперед по сравнению с системой «луз-холд» (англ. loose-hold), которая включает в себя борьбу на земле и различные недопустимые тактики, такие как захват ног, скручивание рук, вывих пальцев и другие элементы нападения и защиты, свойственные ланкаширской борьбе.
Когда в конце XIX — начале XX века этот стиль появился в США, он стал чрезвычайно популярным среди борцов на ярмарках. Борцы на них бросали вызов местным жителям в рамках «спортивного шоу» карнавала, и местные жители получали шанс выиграть денежное вознаграждение, если им удавалось победить силача при помощи удержания или болевого приёма. В конце концов, борцы на карнавалах стали готовиться к самым грязным методам борьбы и стремились быстро и решительно закончить поединок с любым крепким местным жителем при помощи захвата. Захват — это технический прием, который мог закончить матч в течение нескольких секунд. По мере того как ярморочные борцы путешествовали, они встречались с самыми разными людьми, изучая и используя приемы из различных других дисциплин народной борьбы, особенно из ирландской борьбы «воротник и локоть», многие из которых были доступны благодаря огромному притоку ирландских иммигрантов в США в эту эпоху.
Соревнования по кэтчу также стали очень популярны в Европе, в них участвовали чемпион Индии по национальной борьбе Великий Гама, имам Бакш Пахалван, Гулам, болгарский чемпион мира в тяжелом весе Дан Колов, чемпион Швейцарии Джон Лемм, американцы Фрэнк Готч, Том Дженкинс, Ральф Парко, Ад Сантел, Эд Льюис, Лу Тез и Бенджамин Роллер, Мицуйо Маэда из Японии и Георг Гаккеншмидт из России.
Борьба вернулась на летние Олимпийские игры 1904 года в Сент-Луисе, США, но в отличие от предыдущих соревнований борьба проводилась по правилам кэтча из-за популярности этого стиля в Соединенных Штатах. Соревнования проводились как чемпионат любительского атлетического союза США по борьбе (AAU), который ввел новые правила: это был турнир с одним выбыванием, продолжительность схваток составляла шесть минут плюс дополнительные три минуты на овертайм, в случае, если не было зафиксировано ни одного удержания, окончательное решение принимал судья. Были введены шесть весовых категорий и запрещены все болевые приемы. В 1912 году с целью лучшей организации чемпионатов была основана FILA. В 1921 году FILA установила правила, которые регулировали и кодифицировали новые приёмы, заимствованные из кэтча. Новое название было выбрано как «вольная борьба», что, по-видимому, было переводом французского lutte libre, которое само является французским переводом термина catch-as-catch-can. Это название было выбрано, чтобы дистанцироваться от кэтча, который потерял репутацию из-за роста популярности рестлинга. В 1922 году AAU последовала примеру и приняла новые правила вольного стиля, отказавшись от правил кэтча для своих любительских соревнований.
К 1920-м годам большинство соревнований по кэтчу стали превращаться в рестлинг, с предопределенным итогом. Когда интерес к матчам стал ослабевать, рестлеры начали хореографировать некоторые из своих матчей, чтобы сделать их менее физически тяжелыми, короче по продолжительности, лучше по течению, более зрелищными, делая акцент на более впечатляющих приёмах и уделяя больше внимания харизме борцов, с введением «образов» и драматических сюжетных линий вокруг матчей. Трио «Золотая пыль», сформированное чемпионом в тяжелом весе Эдом «Душителем» Льюисом, его менеджером Билли Сэндоу и его товарищем по борьбе Джозефом «Тутсом» Мондтом, считают авторами превращения рестлинга в псевдосоревновательное шоу, которое они окрестили «слэм-бэнг-рестлинг в западном стиле», и новой бизнес-модели, когда они занимались организацией крупных шоу по всей стране и держали рестлеров на долгосрочных контрактах. Вскоре их примеру последовали и другие промоутеры, и индустрия в корне изменилась.

## Проведение крупных поединков и правила
Матчи были приватные, один-на-один. Вечернее шоу состояло из одного поединка. По факту правил и ограничений общепринятых не было. Составление правил для приватных матчей происходило следующим образом:
- Условия состязания были согласованы обеими сторонами.
- До поединка два участника и их стороны договаривались об условиях предстоящего поединка за минимум 4-6 недель заранее.
- На матчи делались денежные ставки, как зрителями, так и самими участниками.
- Согласно договорённости, в матче могли быть правила, запрещающие удушения, использования кулаков, использование локтей или, например, кулаки нельзя, а локти можно, удушающие можно, всё остальное можно, где-то надавливания на глаза запрещены, а где-то разрешены, и т.д. и т.п. Условия обговариваются сторонами — так было в приватных матчах, после чего участники должны были прийти к соглашению по ограничению времени на матч. Победитель определяется победой удержанием или болевым. Никаких очков, никакой политики, никаких раундов, и большинство матчей проводились по принципу «два из трёх», но бывало, что и «три из пяти».
- Участники согласовывали, кто будет рефери, чтобы не было подсуживания и подставы.

Причины, по которым правила и ограничения разнились, состоят в том, что на разных территориях было разное отношение к тем или иным техникам борьбы. И то, что чаще всего борцами-кэтчерами были люди, занимавшиеся физическим трудом, и травма, например, пальцев могла вывести человека из строя на несколько недель, и он не смог бы зарабатывать на жизнь.